# ライス郡 (ミネソタ州)
ライス郡（Rice County）は、アメリカ合衆国ミネソタ州の郡である。人口は6万7097人（2020年）。郡庁所在地はFaribaultである。

## 地理
アメリカ合衆国統計局によると、この郡は総面積1,337 km2 (516 mi2) である。このうち1,289 km2 (498 mi2) が陸地で48 km2 (19 mi2) が水地域である。総面積の3.60%が水地域となっている。

### 隣接する郡
- ダコタ郡  (北東)
- グッドヒュー郡  (東)
- ドッジ郡  (南東)
- スティール郡  (南)
- ワセカ郡  (南西)
- ルシュール郡  (西)
- スコット郡  (北西)

## 人口動勢
2000年の国勢調査で、この郡は人口56,665人、18,888世帯、及び13,353家族が暮らしている。人口密度は44/km2 (114/mi2) である。16/km2 (40/mi2) の平均的な密度に20,061軒の住宅が建っている。この郡の人種的な構成は白人93.59%、アフリカン・アメリカン1.31%、先住民0.43%、アジア1.46%、太平洋諸島系0.04%、その他の人種1.87%、及び混血1.30%である。ここの人口の5.50%はヒスパニックまたはラテン系である。
この郡内の住民は25.30%が18歳未満の未成年、18歳以上24歳以下が15.80%、25歳以上44歳以下が27.40%、45歳以上64歳以下が20.20%、及び65歳以上が11.40%にわたっている。中央値年齢は33歳である。女性100人ごとに対して男性は101.80人である。18歳以上の女性100人ごとに対して男性は100.30人である。
この郡内の世帯ごとの平均的な収入は48,651米ドルであり、家族ごとの平均的な収入は56,407米ドルである。男性は36,771米ドルに対して女性は26,151米ドルの平均的な収入がある。この郡の一人当たりの収入 (per capita income) は19,695米ドルである。人口の6.90%及び家族の4.00%は貧困線以下である。全人口のうち18歳未満の5.70%及び65歳以上の10.70%は貧困線以下の生活を送っている。

## 都市及び町

### 都市
- Dennison †
- Dundas
- Faribault
- Lonsdale
- Morristown
- Nerstrand
- ノースフィールド ‡

### 郡区
- ブリッジウォーター郡区
- Cannon City Township
- Erin Township
- Forest Township
- Morristown Township
- ノースフィールド郡区
- リッチランド郡区
- Shieldsville Township
- Walcott Township
- Warsaw Township
- Webster Township
- Wells Township
- Wheatland Township
- Wheeling Township

- † Dennison は Goodhue County 内にあるが、ごく一部はライス郡に広がっている。
- ‡ ノースフィールドの一部はダコタ郡に広がっている。